# Katedra św. Bartłomieja w Pilźnie
Katedra św. Bartłomieja w Pilźnie (czeski: Katedrála sv. Bartoloměje) – rzymskokatolicka katedra, znajdująca się w Pilźnie, w zachodnich Czechach, przy placu Republiki, (rynek). Siedziba biskupa pilzneńskiego.
Katedra św Bartłomieja to gotycki trzynawowa bazylika. Jej budowa rozpoczęła się w 1295 r., a zakończyła w pierwszej połowie XVI w, kiedy dokonano jej częściowej przebudowy w stylu renesansowym. 
Od 1993 r. kościół został podniesiony przez papieża Jana Pawła II do rangi katedry. 
Najcenniejszymi elementami wystroju architektonicznego wnętrza świątyni są: 
- pseudogotycki ołtarz główny, zaprojektowany przez architekta Józefa Mockera
- grupa.gotycka z Jezusem na Krzyżu zawieszona nad ołtarzem
- ołtarz boczny autorstwa Jana Nouveau Kastnera.
- bogato zdobione okna witrażowe z końca XIX i początku XX wieku.
- rzeźba Madonny z Pilzna z ok. 1390 r.

Wieża katedralna liczy 102,26 m wysokości i jest najwyższą wieżą kościelną w Czechach. Do 1981 r. był to najwyższy budynek w Czechach.

Kaplica rodu Sternberków - kaplica gotycka zbudowana po 1510 roku.za oltarzem w prawej nawie.

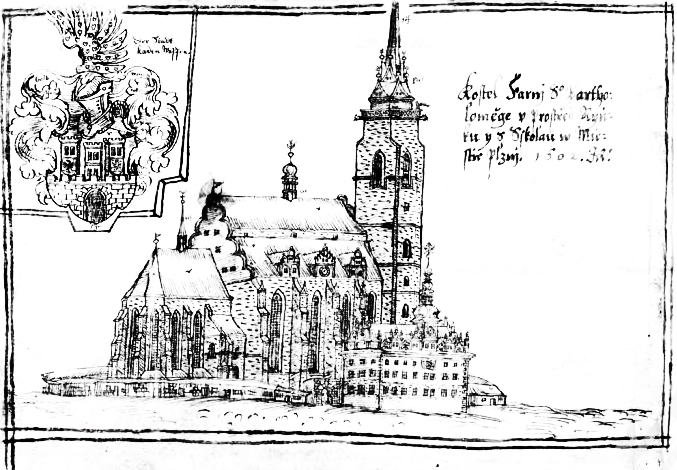
rok 1602
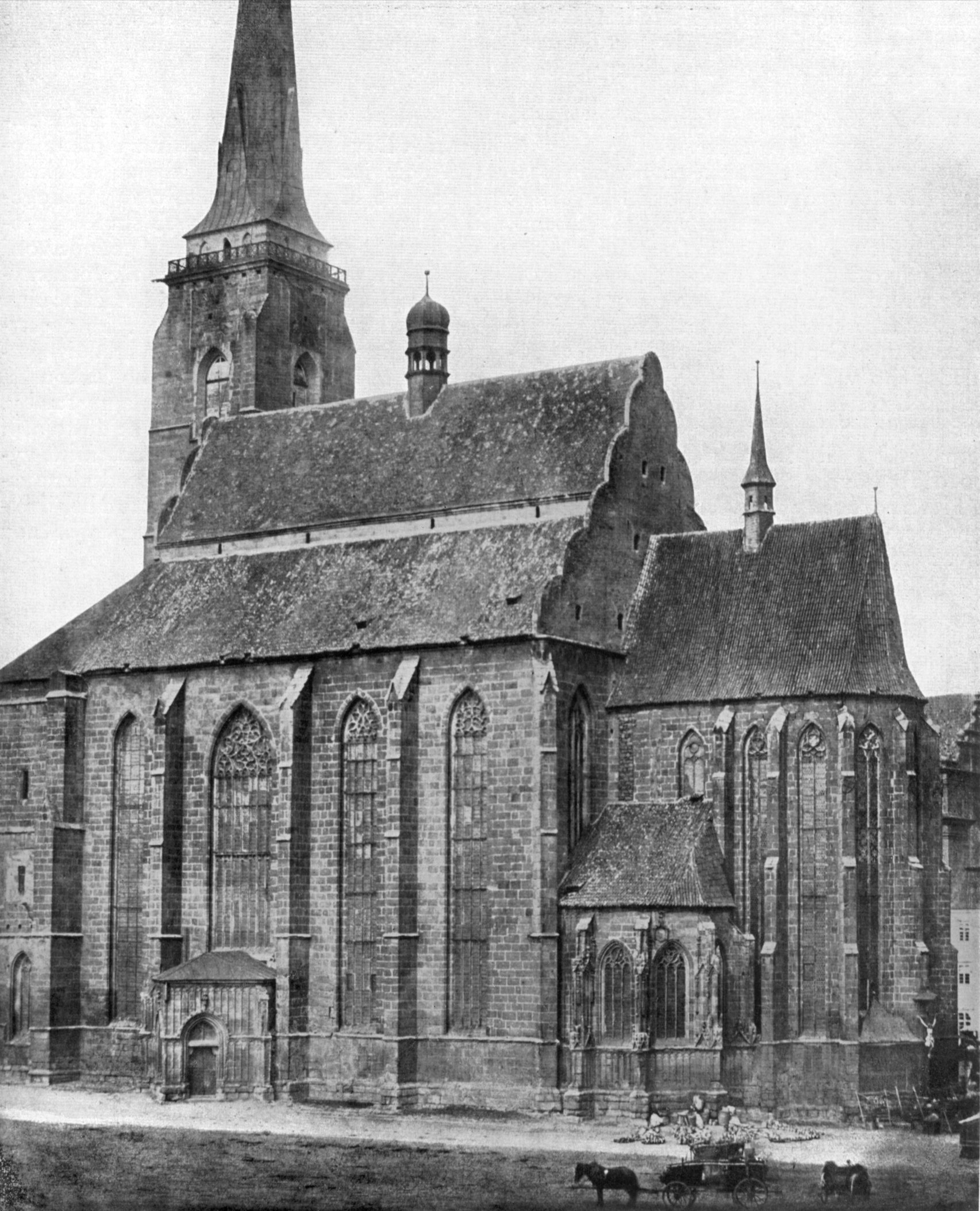
rok 1856
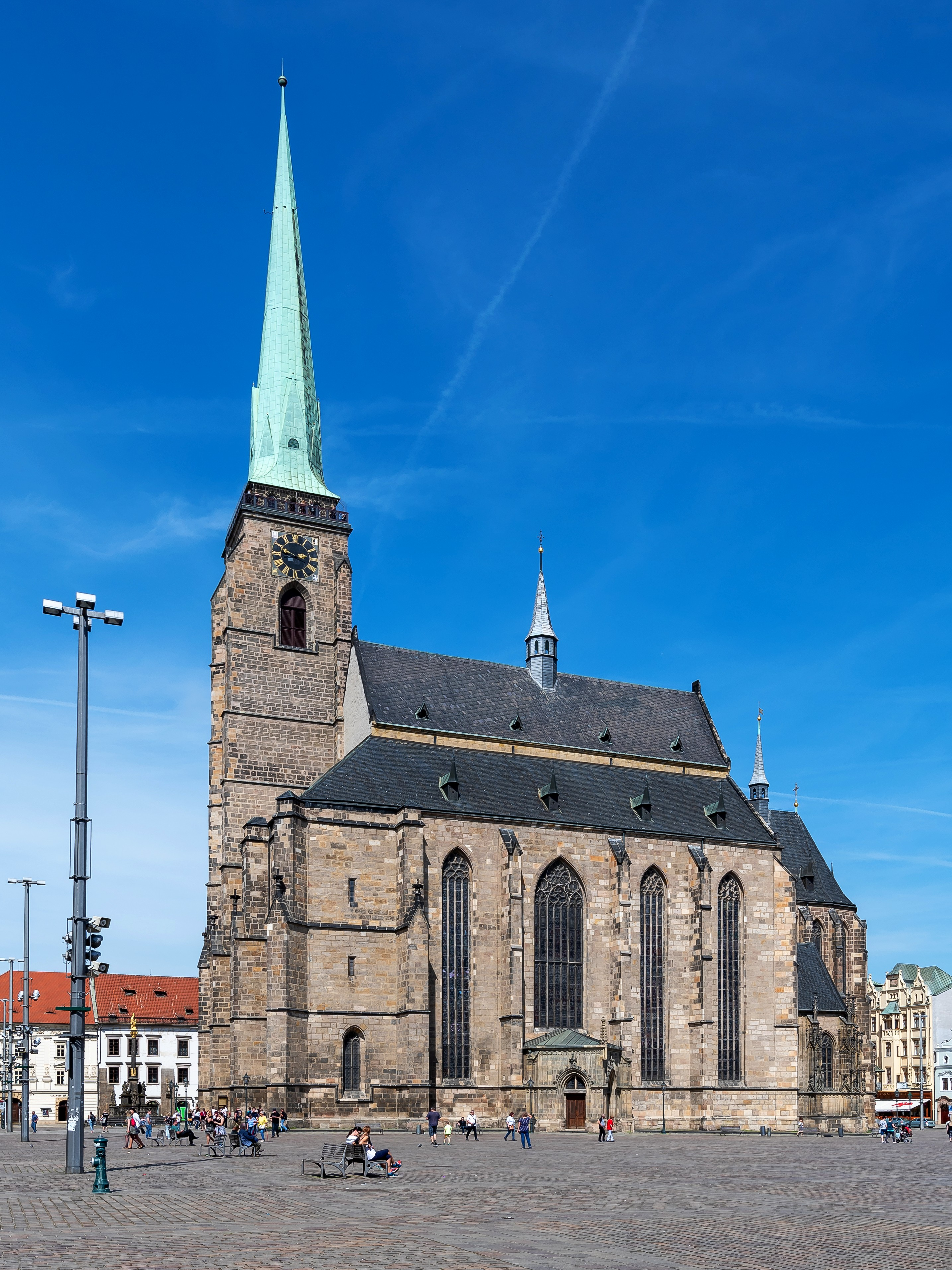
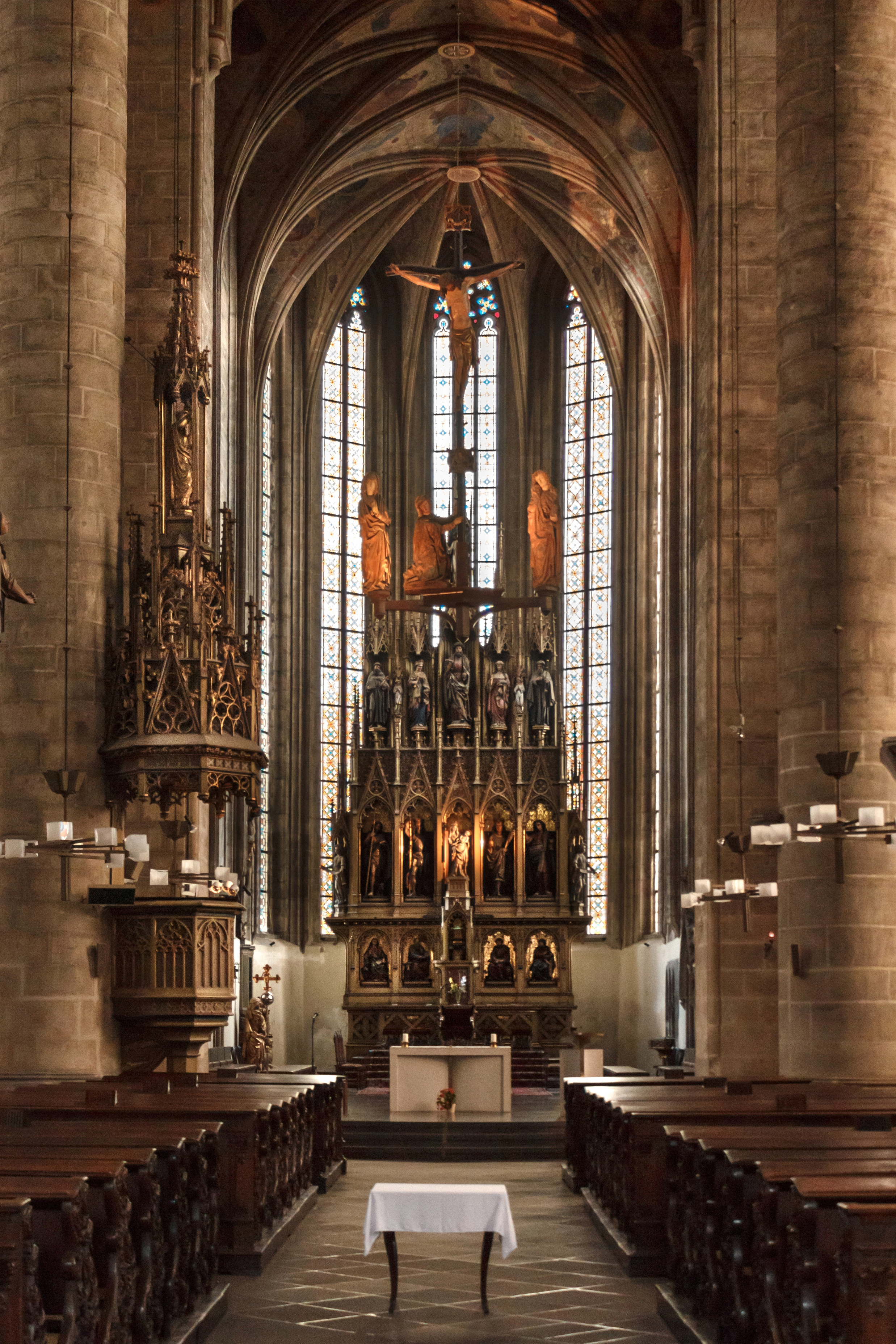
Ołtarz
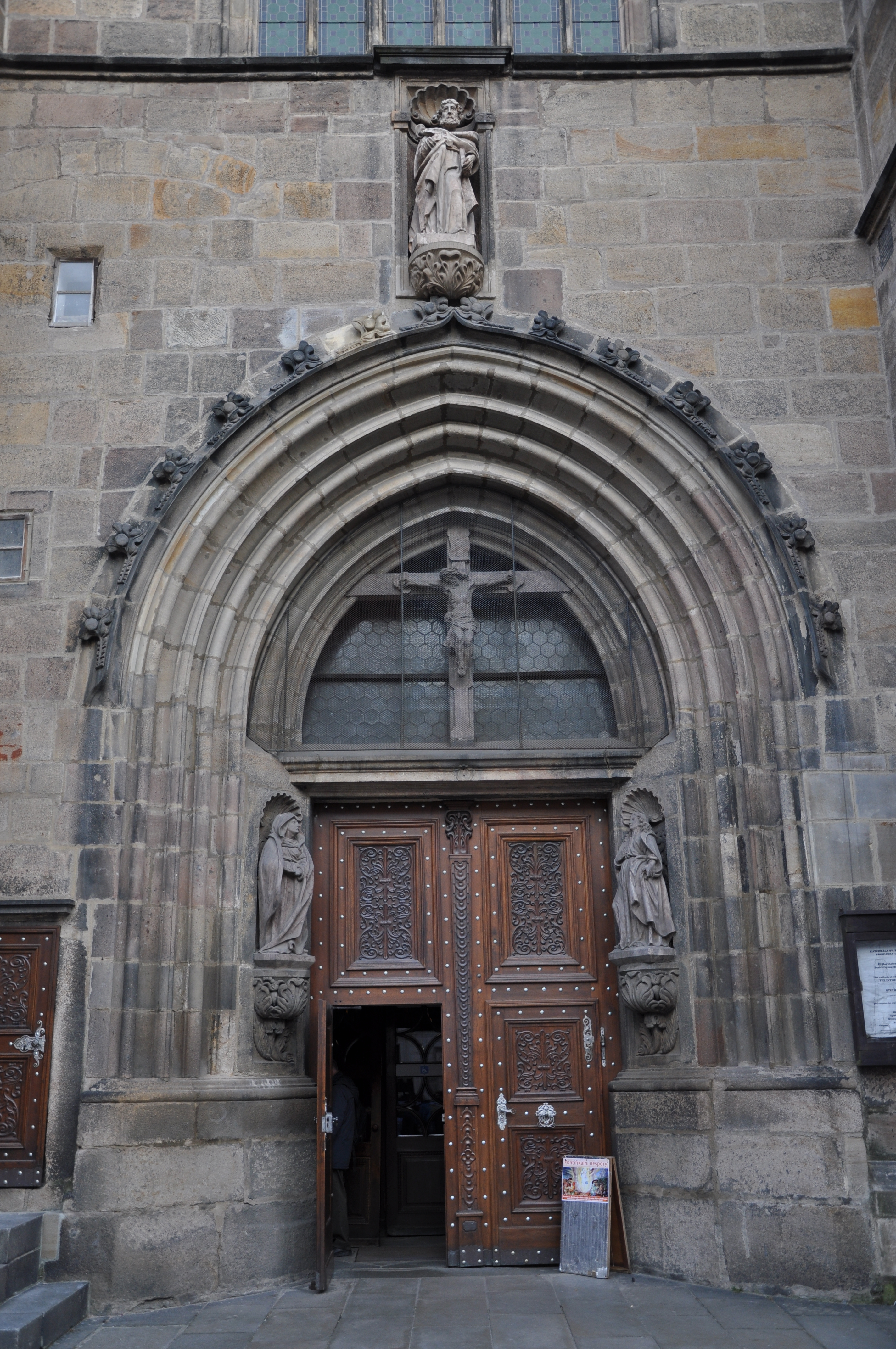
Portal
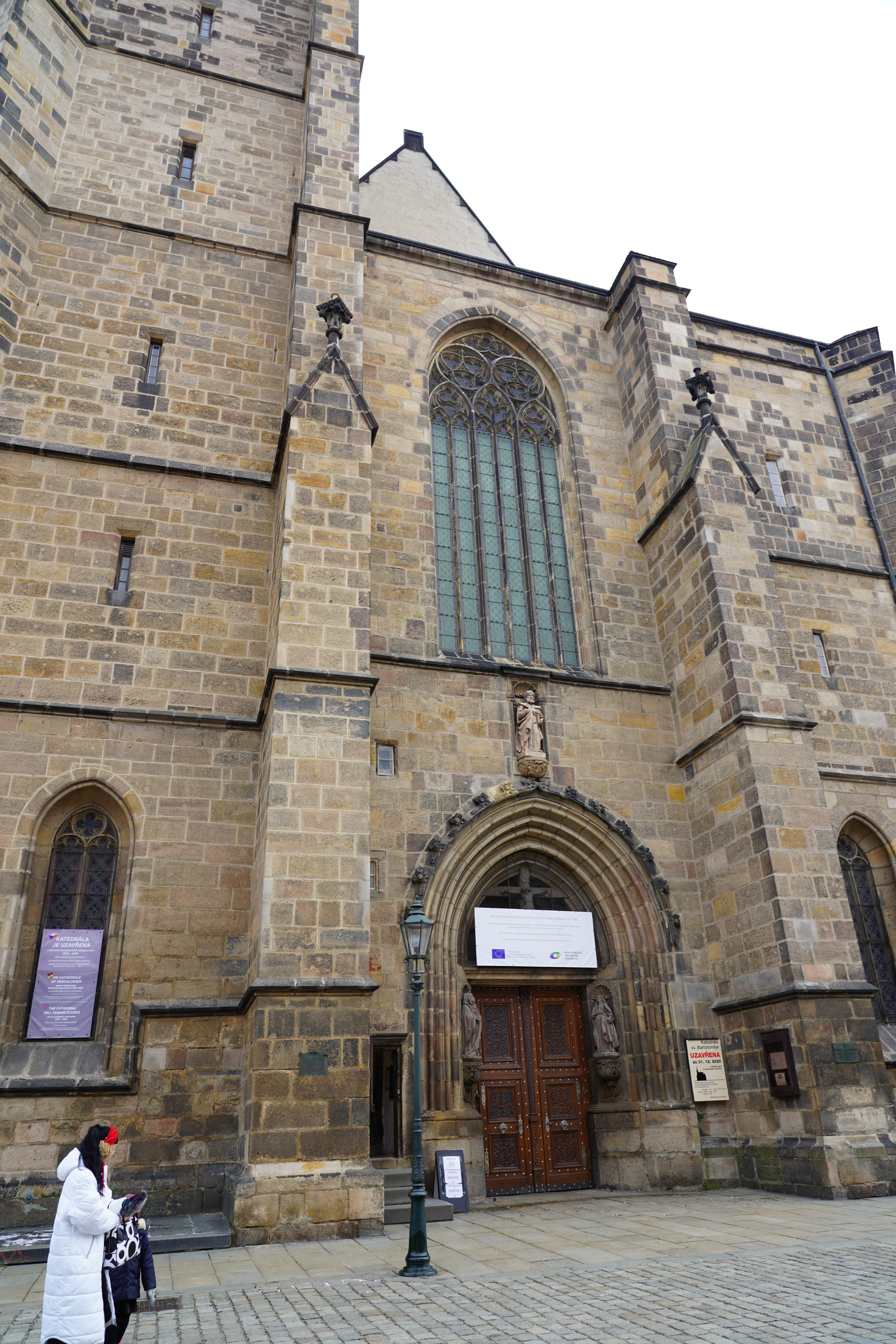
Fasada
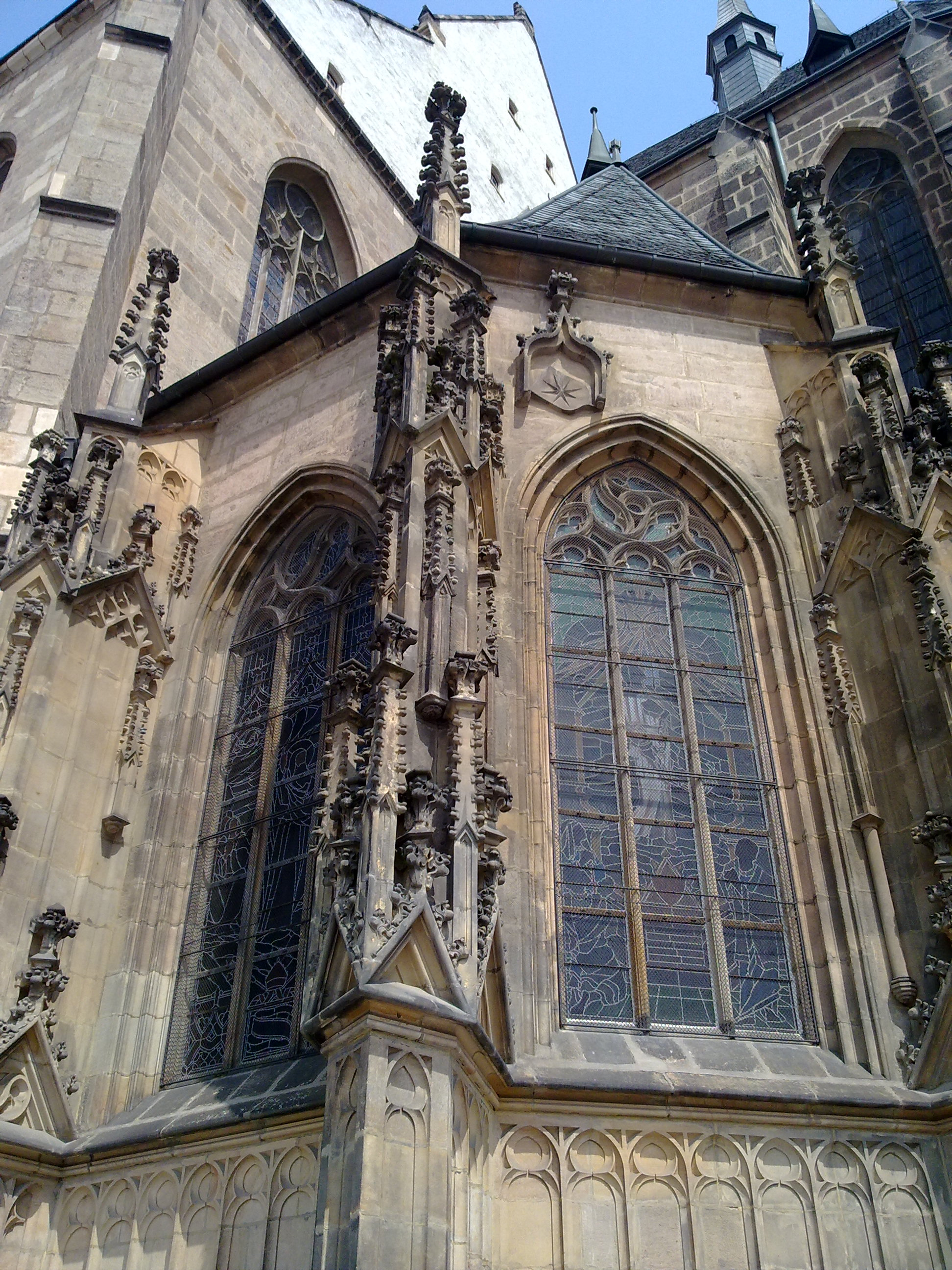
Kaplica
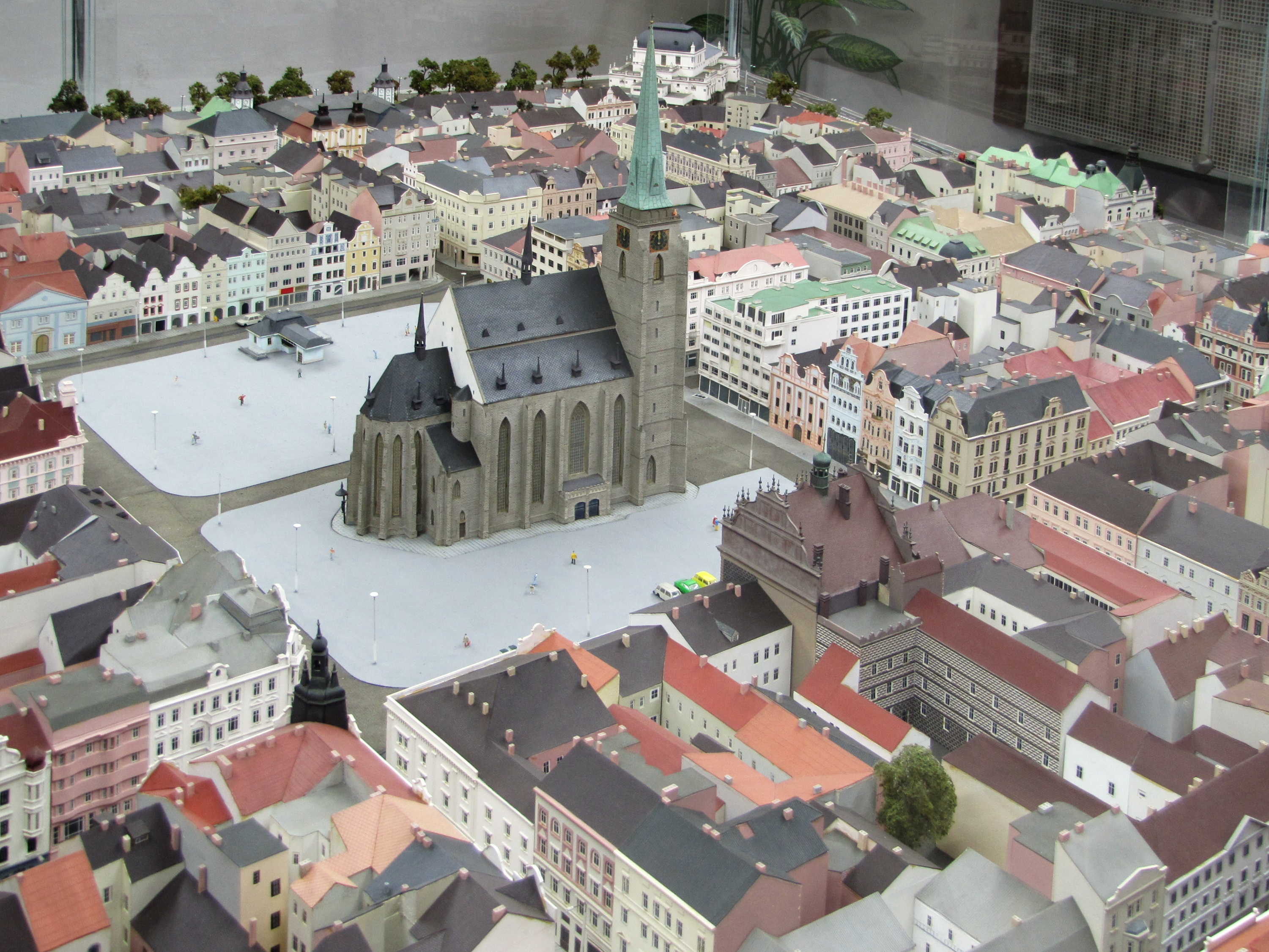
Makieta
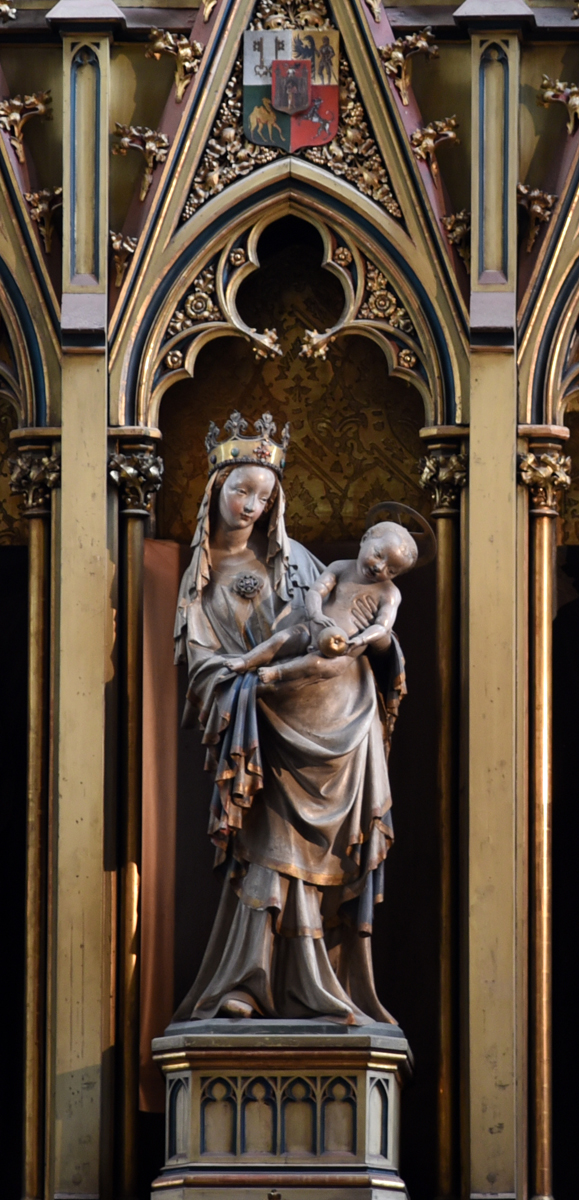
Rzeźba Madonny
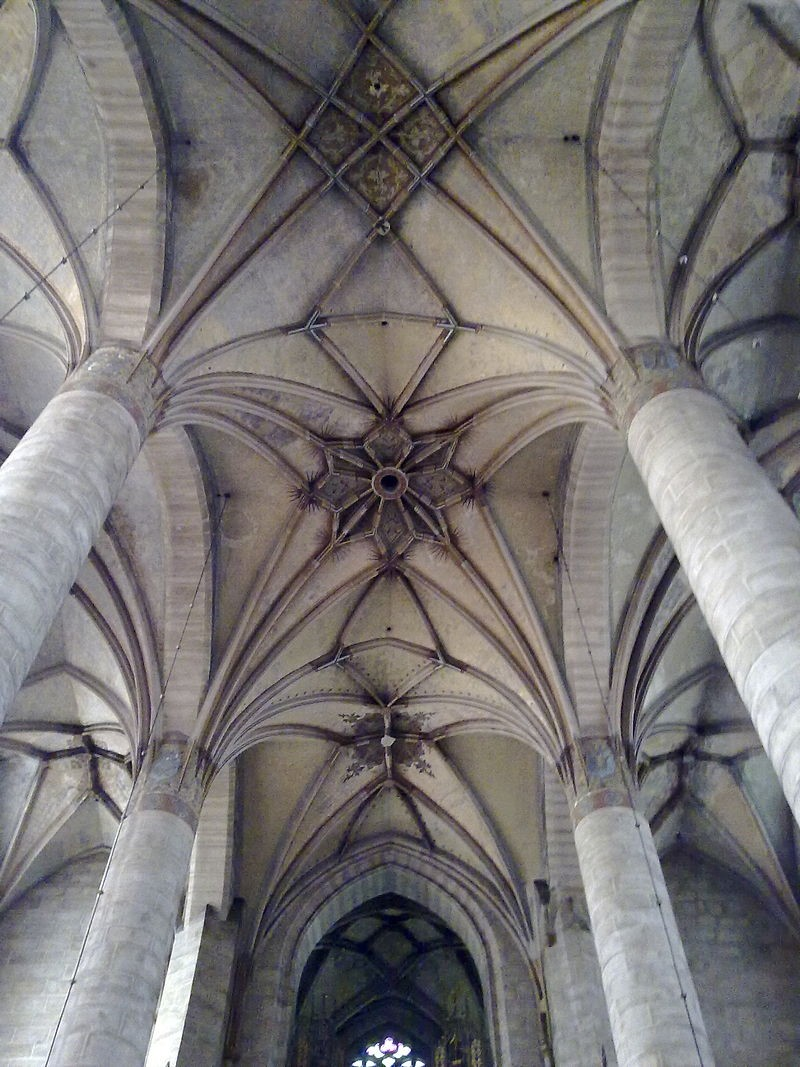
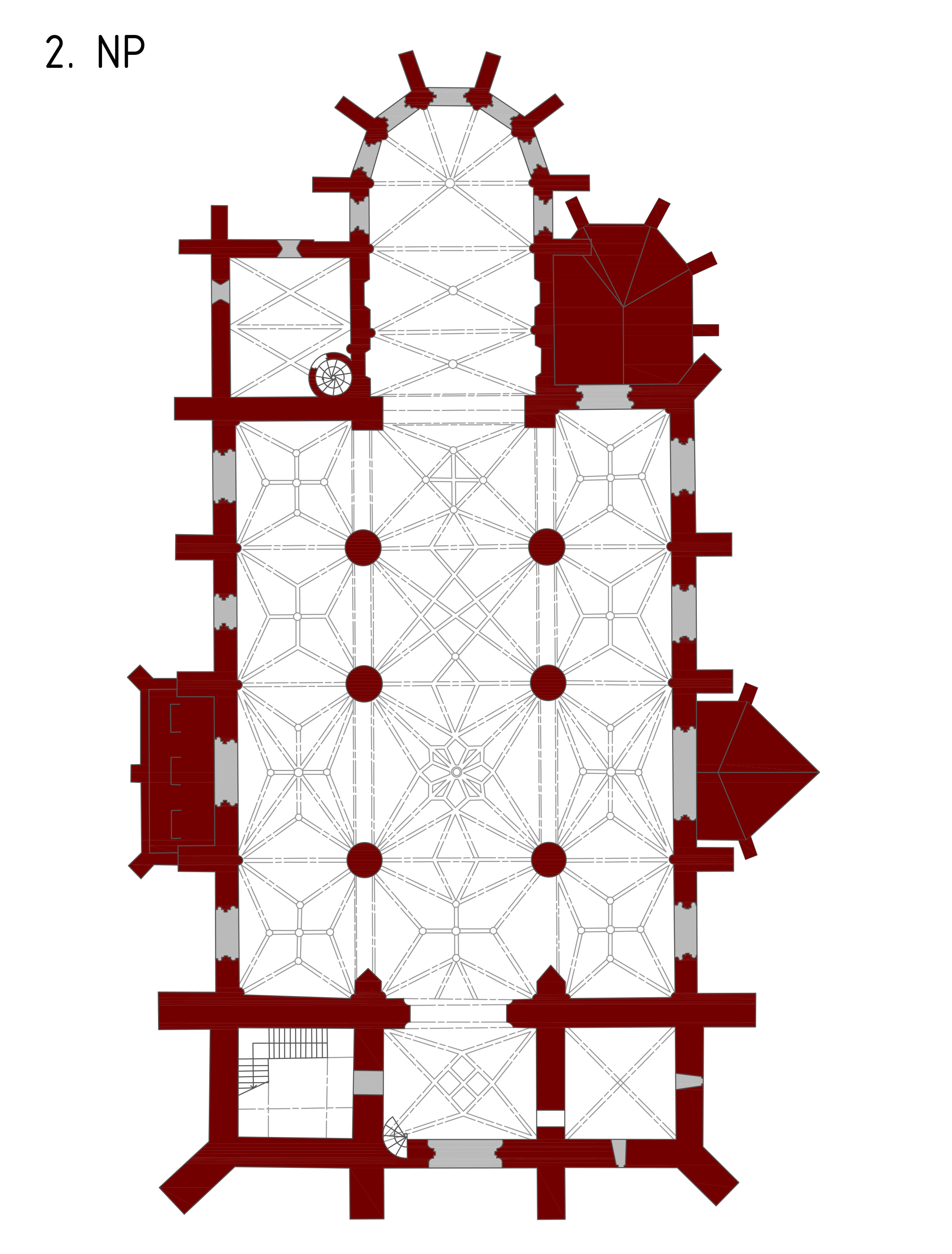
Plan przyziemia
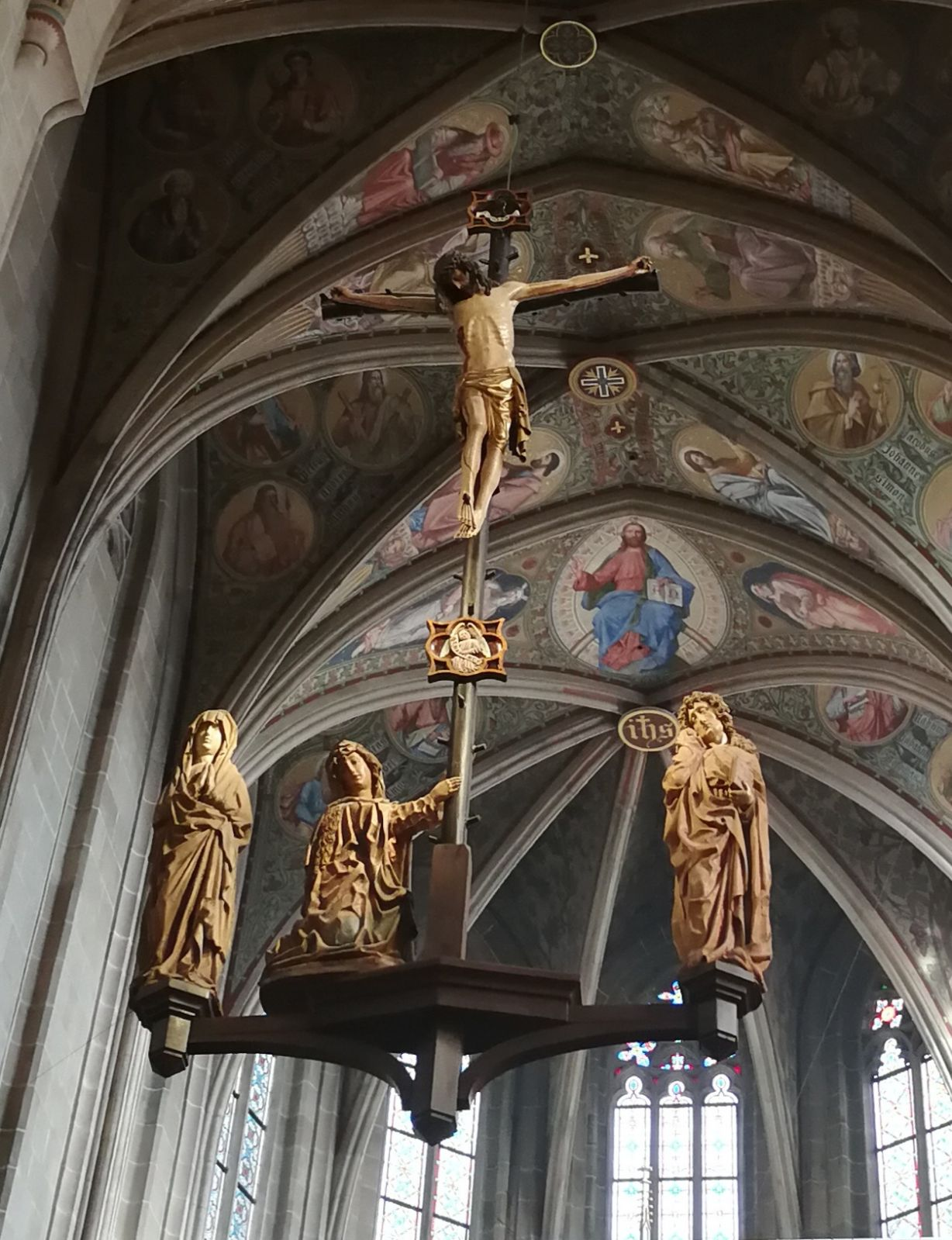
Grupa gotycka